# Skid Row (Los Angeles)
Skid Row, oficialmente conhecida como Central City East, é uma área em Downtown Los Angeles. Segundo o censo de 2000, a população do distrito era de 17 740. A área possui uma das maiores populações de pessoas sem-teto nos Estados Unidos. No local encontra-se uma das maiores áreas de consumo de crack do país.